# Чемпионат мира по полумарафону 2012

Логотип соревнований

Чемпионат мира по полумарафону 2012 года прошёл 6 октября в Каварне (Болгария).

## Призовой фонд
Общий призовой фонд соревнований составил 245 000 долларов США.
В личном первенстве
- 1-е место — 30 000
- 2-е место — 15 000
- 3-е место — 10 000
- 4-е место — 7000
- 5-е место — 5000
- 6-е место — 3000

В командном зачёте
- 1-е место — 15 000
- 2-е место — 12 000
- 3-е место — 9000
- 4-е место — 7500
- 5-е место — 6000
- 6-е место — 3000

## Результаты

### Мужчины
| Первенство | Золото                                             | Серебро                                                     | Бронза                                                  |
| Личное     | Зерсенай Тадесе 1:00.19                            | Дересса Чимса 1:00.51                                       | Джон Мванганги 1:01.01                                  |
| Командное  | Кения · Джон Мванганги · Пиус Кироп · Стивен Кибет | Эритрея · Зерсенай Тадесе · Тевелде Эстифанос · Кифлом Сиум | Эфиопия · Дересса Чимса · Белай Ассефа · Хабтаму Ассефа |

### Женщины
| Первенство | Золото                                               | Серебро                                                   | Бронза                                        |
| Личное     | Месерет Хайлу 1:08.55                                | Фейсе Тадесе 1:08.56                                      | Паскалия Кипкоэч 1:09:04                      |
| Командное  | Эфиопия · Месерет Хайлу · Фейсе Тадесе · Эмебет Этея | Кения · Паскалия Кипкоэч · Лидия Черомеи · Паулина Кахеня | Япония · Томоми Танака · Маи Ито · Асами Като |